# Ульянов, Алексей Викторович
Алексей Викторович Ульянов (род. 23 сентября 1988, Прокопьевск, Кемеровская область) — российский спортсмен, выступающий по муайтай и кикбоксингу. Многократный победитель чемпионата и Кубка России по тайскому боксу, участник II Всемирных игр боевых искусств. Мастер спорта международного класса по муайтай.

## Биография

### Детство
Алексей родился 23 сентября 1988 г. Отец Ульянова мечтал сделать из сына боксера, но по стечению обстоятельств он попал в муайтай. С 10 лет Алексей начал заниматься тайским боксом под руководством ЗТР Куимова Сергея Юрьевича. В 2005 году Ульянов окончил среднюю школу номер 10. В 2010 получил диплом прокопьевского филиала КузГТУ.
Женат, воспитывает дочь.
Хобби Алексея — игра в бильярд.

### Спортивная карьера
В настоящее время тренируется под руководством Виталия Викторовича Миллера. Выступает в весе от 63,5 до 67 кг. На профессиональном ринге провел 35 боев, в 27 одержал победу (7 нокаутом), 7 проиграл и в 1 была зафиксирована ничья. Член сборной России по тайскому боксу, капитан сборной Кузбасса.
Алексей часто готовится к боям вместе с Артемом Вахитовым — многократным чемпионом мира и обладателем пояса GLORY. Несмотря на разницу в весе в 25 кг, спортсмены проводят спарринги и делают совместные упражнения. Самым серьезным соперником в России Ульянов считает Хаяла Джаниева, с которым несколько раз встречался в финалах главных российских турниров. Алексей совмещает любительскую и профессиональные карьеры, что является редкостью в мире спорта. По его словам это дань Федерации тайского бокса Кузбасса и России. Кроме выступлений Ульянов занимается тренерской деятельностью. Имеет судейскую категорию.
C 2017 года выступает в промоушене GLORY, в котором провел 5 боев. Дважды Ульянов проиграл — Гиге Чикадзе и Петчпаромрунгу Киетмукао. Два раза Алексей выигрывал — у Закарии Зоугари и Массаро Глюндера. В бою с Бейли Сагденом Ульянов получил две глубоких сечки из-за ударов головой соперника, и бой был признан несостоявшимся.

### Титулы и награды
Любительский спорт
- Чемпионат Европы по муайтай 2008 — серебро
- Чемпионат Европы по муайтай 2009 — бронза
- Чемпионат Европы по муйатай 2012 — бронза
- Кубок Мира по муайтай 2015 — бронза
- Кубок Мира по муайтай 2016 — серебро
- 9-кратный чемпион России по муайтай (2007, 2008, 2012, 2013, 2015, 2016, 2018, 2019, 2021)
- Обладатель Кубка России (2007, 2009, 2011, 2012, 2013)

Профессиональный спорт
- Чемпион мира TNA 2014 года
- Чемпион мира TNA 2016 года[1][4]
- Чемпион мира RCC Fairfigt 2024 в 65 кг [8]